# Бакланово (Ярославская область)
Бакланово — деревня в сельском поселении Семибратово Ростовского района Ярославской области.

## Население
Население на 1 января 2010 г. составляет 1 чел.
| 2007 | 2010 |
| ---- | ---- |
| 2    | ↘1   |

Динамика численности населения Бакланово: